# Barbara Rosenblat
Barbara Rosenblat (Londres, 17 de julio de 1950) es una actriz británica, reconocida por su actuación en la serie original de Netflix Orange Is the New Black interpretando el papel de Miss Rosa. También ha realizado apariciones esporádicas en otras populares series de televisión como Law & Order: Special Victims Unit, Gotham y House of Cards.

## Filmografía

### Cine
| Año  | Título                          | Rol                  | Notas            |
| ---- | ------------------------------- | -------------------- | ---------------- |
| 1976 | Carry on England                | A.T.S.               |                  |
| 1985 | Turtle Diary                    |                      |                  |
| 1986 | The American Way                | Betsey Blankett      |                  |
| 1986 | Haunted Honeymoon               | Reportera            |                  |
| 1986 | Little Shop of Horrors          |                      |                  |
| 1990 | The Care of Time                | Barbara              | Película para TV |
| 1997 | Malcolm and Melvin              | Madre                | Corto            |
| 1997 | Babe, He Calls Me               | Madre                | Corto            |
| 2009 | Love Is Deaf                    |                      | Corto            |
| 2015 | Lost Cat Corona                 |                      |                  |
| 2016 | Stranded at the Altar           | Joan                 | Corto            |
| 2016 | For I Must Hold My Tongue       | Diane                | Corto            |
| 2018 | For Entertainment Purposes Only | Serafina             |                  |
| 2019 | Narwhal-American                | Dra. Rosalind Tamlin |                  |

### Televisión
| Año       | Título                                | Rol             | Notas |
| --------- | ------------------------------------- | --------------- | ----- |
| 1981      | The Dick Emery Show                   |                 |       |
| 1982      | Play for Today                        | Rosie           |       |
| 1982      | Never the Twain                       |                 |       |
| 1983      | Luna                                  | 2B2B            |       |
| 1983      | Philip Marlowe, Private Eye           |                 |       |
| 1984      | Tales of the Unexpected               |                 |       |
| 1989      | Anything More Would Be Greedy         | Fran Dehring    |       |
| 1997      | The Cartoon Cartoon Show              | Madre           |       |
| 2005      | Law & Order: Special Victims Unit     | Enfermera       |       |
| 2008      | Click and Clack's As the Wrench Turns | Sal             |       |
| 2009      | Law & Order: Special Victims Unit     | Selma Peters    |       |
| 2013–2015 | Orange Is the New Black               | Miss Rosa       |       |
| 2014      | Girls                                 | Enfermera       |       |
| 2014      | Veep                                  | Diane Appleby   |       |
| 2015      | Gotham                                | Lidia Bicchieri |       |
| 2015      | Benders                               | Helga           |       |
| 2015      | Limitless                             | Loretta         |       |
| 2016      | The Venture Bros.                     |                 |       |
| 2017      | House of Cards                        | Louise Talbert  |       |
| 2018      | Homeland                              |                 |       |

### Videojuegos
| Year | Title                                  | Role                |
| ---- | -------------------------------------- | ------------------- |
| 2005 | Grand Theft Auto: Liberty City Stories | DJ Reni Wassulmaier |
| 2006 | Grand Theft Auto: Vice City Stories    | DJ Reni Wassulmaier |
| 2015 | Just Cause 3                           | Rosa Manuela        |